# NETO1
NETO1‏ (Neuropilin and tolloid like 1) هوَ بروتين يُشَفر بواسطة جين NETO1 في الإنسان.